# Pelzjidiejn Genden

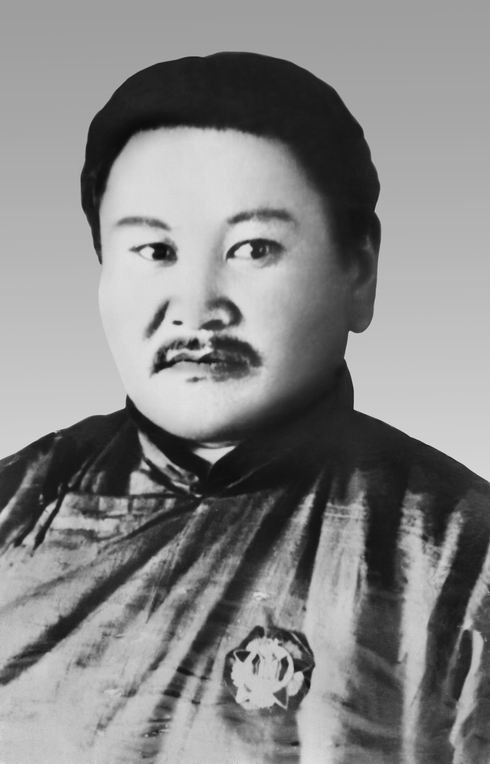
Peljidiyn Gendoen

Pelzjidiejn Genden of Peljidiyn Gendoen (Mongools: Пэлжидийн Гэндэн) (Övörhangaj, 1892 – Moskou, 26 november 1937) was een staatsman uit Buiten-Mongolië (d.i. de soevereine staat Mongolië). Hij sloot zich aan bij de Mongoolse Volkspartij, die sinds 1924 de Mongoolse Revolutionaire Volkspartij (MPRP) heette. Van 1924 tot 1927 was hij voorzitter van het Presidium van de Kleine Staats Hural (wdz. staatshoofd) en van 1928 tot 1930 was Genden medesecretaris van het Centraal Comité van de MPRP.
In 1932 werd Genden voorzitter van de Raad van Volkscommissarissen (minister-president). Hij streefde een gematigde politiek na en verzette zich tegen een gedwongen collectivisatie. Hij stond hiermee lijnrecht tegenover Tsjoibalsan die een communistische politiek voorstond. In 1935 bekritiseerde Genden de Mongoolse socialistische economie, omdat deze niet bij Mongolië paste. Ook keerde hij zich fel tegen de vervolging van de gelovigen en de Boeddhistische monniken. 
Op bevel van de Sovjet-leider Stalin werd er op 2 maart 1936 een speciaal congres gehouden van de Mongoolse Revolutionaire Volkspartij waarbij Genden werd afgezet. Later werd hij ook gearresteerd. Hij leefde daarna onder huisarrest, eerst in Mongolië, maar later in Moskou, waar hij werkte voor een universiteit. Op 26 november 1937 werd hij geëxecuteerd door een vuurpeloton.
- Gemeinsame Normdatei: 1217283188
- International Standard Name Identifier: 0000 0000 2988 4234
- Library of Congress Control Number: n89249661
- Virtual International Authority File: 75449031
- WorldCat: E39PBJgRVmpxgCyWTjtMHvTmBP